# Павлов, Григорий Петрович
Григо́рий Петро́вич Па́влов (1913—1994) — советский партийный и государственный деятель, первый секретарь Липецкого областного комитета КПСС (1963—1984), председатель Липецкого облисполкома (1962).

## Биография
Г. П. Павлов родился 28 декабря 1913 года в деревне Калдево. После окончания школы работал плотником-столяром в Москве. По комсомольской путёвке участвовал в строительстве города Комсомольска-на-Амуре. В 1936—1954 — на хозяйственной, профсоюзной, комсомольской и партийной работе в Рязанской области. В 1948—1955 — первый секретарь Данковского райкома КПСС. С 1940 — член ВКП(б). В 1959 окончил Воронежский сельскохозяйственный институт.
С 1954 года работал во вновь образованной Липецкой области. В 1955—1960 — заведующий отделом Липецкого обкома КПСС, в 1960—1961 и в 1962 годах — заместитель и первый заместитель председателя Липецкого облисполкома, в 1961—1962 — секретарь Липецкого обкома КПСС. С мая по декабрь 1962 — председатель Липецкого облисполкома, а в январе 1963 избран первым секретарём Липецкого сельского обкома КПСС. В декабре 1964 года после объединения сельского и промышленного обкомов партии избран первым секретарём Липецкого областного комитета КПСС и занимал эту должность (фактически высшую в области) до января 1984.
Избирался депутатом Совета Союза (от Липецкой области) Верховного Совета СССР 7-го (1966—1970), 8-го (1970—1974), 9-го (1974—1979) и 10-го (1979—1984) созывов; в 1954—1984 — депутатом Липецкого областного Совета. В 1966—1976 — кандидат в члены ЦК КПСС, 1976—1986 — член ЦК КПСС.
С 1984 г. на пенсии. Умер 4 октября 1994 года в Москве. Похоронен на Хованском кладбище в Москве.

## Награды
- два ордена Ленина
- орден Октябрьской Революции (27.12.1983)
- орден Отечественной войны 1-й степени
- два ордена Трудового Красного Знамени
- медали

## Память
Рядом с домом, в котором он жил в Липецке, установлен памятный знак.
В 1998 г. администрация Липецкой области приняла решение об установке в Липецке бюста Г. П. Павлова.